# Álvaro de Ataíde
D. Álvaro de Ataíde (c. 1420 - 1505), senhor da Castanheira, Povos e Cheleiros, foi um dos participantes na conspiração do duque de Viseu contra D. João II. É retratado pelo dramaturgo Tirso de Molina, na sua peça La gallega Mari-Hernández.

## Biografia
Era filho do 1.º conde de Atouguia, D. Álvaro Gonçalves de Ataíde e de D. Guiomar de Castro. 
Desconhece-se a data exata do seu nascimento mas, tendo os pais casado em 1412 e sendo ele o quarto filho, é muito provável que tenha nascido antes de 1420.
Casou em 1455 com D. Leonor de Melo (ou de Noronha), filha de D. Pedro de Melo (f. em 24.08.1478), senhor da Castanheira, que ascenderia ao título de conde da Atalaia em 21.12.1466. Por este casamento obteve D. Álvaro um importante dote, que investiu em terras, rendas e negócios, e viria mais tarde a suceder na casa do sogro.

### Militar e diplomata
Iniciou a sua carreira militar ao serviço do rei D. Afonso V, participando em 1457 na conquista de Alcácer-Ceguer e depois na expedição a Tânger em 1461.
Em 3 de Junho de 1475 (logo após o casamento de D. Afonso V com sua sobrinha, D. Joana de Trastâmara), D. Álvaro foi enviado em missão a França, tendo recebido plenos poderes para tratar de uma aliança com o rei Luís XI. O tratado de "Liga ofensiva" com Luís XI foi assinado a 8 de Setembro e no dia 23 do mesmo mês foi também assinada uma confirmação dos tratados anteriores - de 1408, 1435 e 1455 - entre os dois países. Porém, em termos práticos, a França acabou por não se juntar a Portugal na guerra contra Castela (o plano consistia em usar como pretexto para a entrada na guerra a disputa pelo condado do Rossilhão), como era desejo de D. Afonso V.

### Senhor da Castanheira
Após o falecimento do sogro, D. Álvaro obteve de D. Afonso V um alvará de 23.08.1480 que lhe prometia as terras de D. Pedro de Melo, seguido de uma carta de 09.03.1481 em que sua mulher foi habilitada a suceder na casa do pai como se fosse filho primogênito, no caso de o verdadeiro primogênito vir a ser considerado inábil (o que realmente sucedeu). Dessa forma, D. Álvaro e sua mulher se tornaram senhores da Castanheira, Povos e Cheleiros, que eram senhorios do falecido conde da Atalaia, originalmente doados a Gonçalo Vasques de Melo, seu avô paterno.

### Conjura contra D. João II
D. Álvaro de Ataíde - juntamente com seu filho Pedro - foi um dos cérebros da conspiração do duque de Viseu contra D. João II, por oposição à política de controle do poder da nobreza seguida pelo monarca. Há várias versões sobre o seu envolvimento na conjura, uma delas dando-o como o elemento que mantinha informados os Reis Católicos sobre os planos dos conspiradores. Segundo o cronista Garcia de Resende, o próprio D. João II reconheceria mais tarde a influência de D. Álvaro na conjura, tendo afirmado que ele era
"muy principal sempre nos tais dias, levava os Reys pelas rédeas, e era tão sabedor, cortesão, gracioso, que ele por si fazia festa".
Quando D. João II matou o duque de Viseu, abortando assim a conjura, D. Álvaro de Ataíde estava em Santarém e conseguiu de seguida fugir para Castela, mas seu filho D. Pedro foi preso quando tentava escapar de Setúbal, onde se encontrava. Quer D. Pedro, quer o pai foram condenados à morte (e confisco de bens) por sentenças de 09.09.1484 e 09.08.1485, sendo a primeira sentença capital executada na pessoa de D. Pedro de Ataíde, que foi degolado em Setúbal. A segunda nunca foi aplicada devido à fuga do réu.

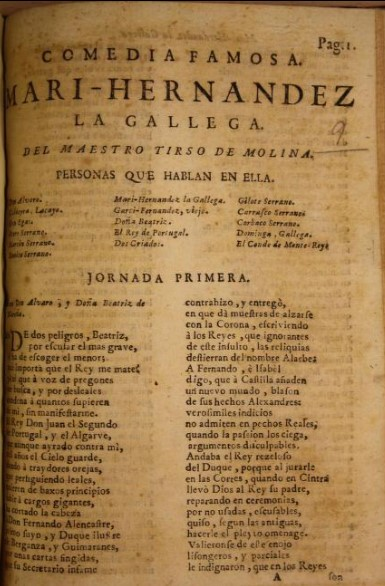
Primeira página da comédia de 1611 de Tirso de Molina, La gallega Mari-Hernández, em que D. Álvaro de Ataíde, em fuga para a Galiza após a conjura do Duque de Viseu contra D. João II, é personagem central

D. João II, que "ainda que quisesse mal a alguém não lhe tirava a sua honra, se a tinha, nem deixava de dizer algumas boas partes, se as nele havia", não se inibiria de mencionar, bem depois de liquidada a conjura, as qualidades de cortesão do foragido Álvaro de Ataíde, dizendo que 
"não se pode negar que, sem Dom Álvaro, Lisboa não presta para nada".

### Regresso a Portugal
D. Manuel I ascendeu ao trono em 1495 e, logo por ocasião da reunião das cortes de Montemor-o-Novo, poucas semanas depois do falecimento de D. João II, decidiu chamar D. Álvaro de volta ao reino e restituir-lhe os bens confiscados. D. Leonor de Melo não tinha acompanhado o marido no exílio e faleceu no ano do seu regresso a Portugal.
Apesar da sua já avançada idade, D. Álvaro voltou a casar, desta vez com D. Violante de Távora, filha de Pedro de Sousa, senhor do Prado. Desse casamento nasceu um filho, D. António de Ataíde, futuro conde da Castanheira. 
D. Álvaro de Ataíde foi também poeta e escreveu várias trovas, publicadas no famoso cancioneiro de Garcia de Resende.
Faleceu em 1505, sendo sepultado no claustro do convento de Tomar, com o seguinte epitáfio:
Aqui jaz D. Alvaro de Ataide, Senhor da Castanheira, Povos e Cheleiros, filho de D. Alvaro Gonçalves de Ataide, Conde da Atouguia e da Condessa D. Guiomar de Castro, sua molher. Faleceu no anno de M. D. v.

## Descendência
Do seu 1.º casamento em 1455 com D. Leonor de Melo (ou de Noronha), filha do conde da Atalaia, D. Pedro de Melo e de D. Maria de Noronha, teve um filho:
- D. Pedro de Ataíde (?, c. 1456 - Setúbal, 1485), casou com D. Filipa de Abreu, filha de Gonçalo Vaz de Castelo Branco, 1.º senhor de Vila Nova de Portimão e de Brites Valente, com geração, um filho, D. Fernando de Ataíde, que viria a herdar o senhorio da Castanheira.[3]

Do seu 2.º casamento com D. Violante de Távora (c. 1470 - 03.07.1555), filha de Pedro de Sousa, 1.º senhor do Prado e de Maria Pinheiro (irmã do bispo do Funchal, D. Diogo Pinheiro Lobo), teve um filho:
- D. António de Ataíde (1500 - 1563), 1.º conde da Castanheira; casou com D. Ana de Távora, filha do 4.º senhor do Mogadouro, com geração.

Fora do casamento teve também um filho:
- D. Álvaro de Ataíde, casado com Helena de Castro, com geração.

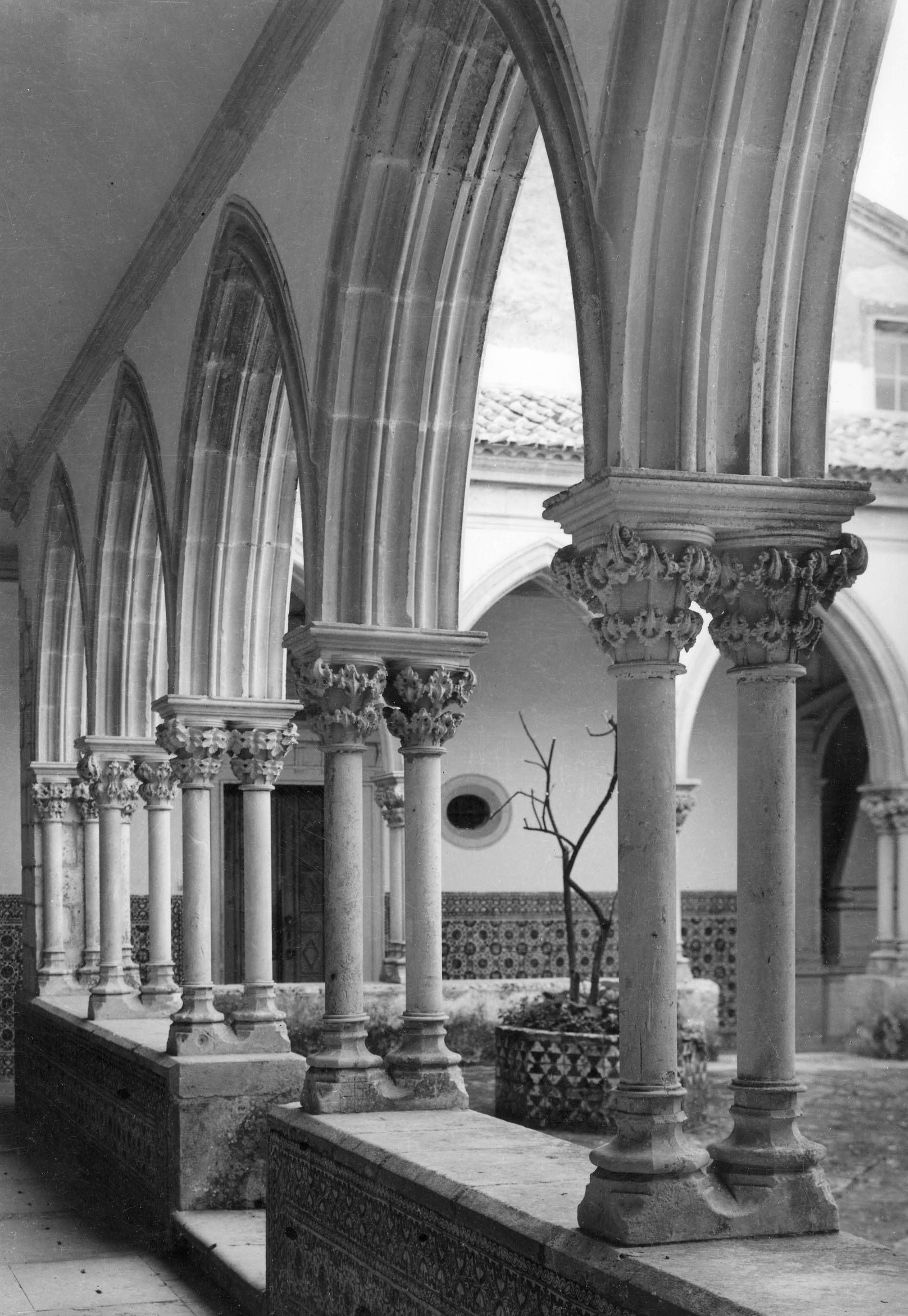
O Claustro do Convento de Cristo, em Tomar, onde está sepultado D. Álvaro de Ataíde

## Na literatura
O envolvimento de D. Álvaro de Ataíde na conspiração contra D. João II foi objeto de uma comédia de Tirso de Molina, do ano de 1611, intitulada La gallega Mari-Hernández, em que os dois principais personagens são o Rei de Portugal e o conspirador D. Álvaro.
Nessa comédia, Tirso de Molina parte dos acontecimentos históricos que levaram à fuga de Ataíde para Espanha, e retrata D. Álvaro, acompanhado pelo seu criado Caldeira, nas terras fronteiriças da Galiza, onde conhecem e se apaixonam por María e Dominga, respectivamente. O tema central da obra é a tensão entre o amor e as diferenças sociais. D. Álvaro é obrigado a abandonar María devido à sua posição social. Depois, em surpreendente reviravolta, María decide disfarçar-se de homem e procurar o seu amante, rompendo corajosamente com as expectativas de género e de classe social do seu tempo.